# Gregorio Antonio Maria Salviati
Gregorio Antonio Maria Salviati (ur. 12 grudnia 1722 w Rzymie, zm. 5 sierpnia 1794 tamże) – włoski kardynał.

## Życiorys
Urodził się 12 grudnia 1722 roku w Rzymie, jako syn Giovanniego Vincenza Salviatiego i Anny Marii Boncompagni Ludovisi. W młodości wstąpił do Kurii Rzymskiej i został referendarzem Najwyższego Trybunału Sygnatury Apostolskiej, prałatem Jego Świątobliwości, inkwizytorem na Malcie, wicelegatem w Awinionie i audytorem generalnym Kamery Apostolskiej. 23 czerwca 1777 roku został kreowany kardynałem diakonem i otrzymał diakonię Santa Maria della Scala. W 1780 roku został prefektem Trybunału Sygnatury Łaski. Dziesięć lat później został protodiakonem. Po wybuchu rewolucji francuskiej, wraz z Giovannim Francesco Albanim, Leonardo Antonellim, Vitaliano Borromeą, Guglielmo Pallottą i Filippo Campanellim, został członkiem Kongregacji ds. Francji, której zadaniem było zbadanie sytuacji po wprowadzeniu Konstytucji cywilnej kleru. Zmarł 5 sierpnia 1794 roku w Rzymie.